# Hay lo que hay
Hay lo que hay: Y las antenas comunican la paranoia como hormigas es un documental dirigido por Ezequiel F.Muñoz que retrata los primeros diez años en la carrera de la banda de rock argentina Pez.
Contiene imágenes de entrevistas a los distintos miembros del grupo, videoclips, grabaciones de ensayos, shows en vivo, camarines y registro de los discos lanzados en esos años (1993-2003). Se estrenó en el cine Cosmos de Buenos Aires en diciembre de 2003 con motivo del décimo aniversario del grupo al que retrata.
La película está pronta a ser lanzada en DVD.
- Datos: Q5892946